# Großer Fahrenberg
Der Große Fahrenberg ist ein 453,4 m ü. NHN hoher Berg im mittleren Osten des Nordsauerländer Oberlands. Er liegt nahe Scharfenberg im nordrhein-westfälischen Hochsauerlandkreis (Deutschland).

## Geographie

### Lage
Der Große Fahrenberg erhebt sich im Naturpark Arnsberger Wald. Sein Gipfel liegt 3 km nordnordwestlich des Briloner Ortsteils Scharfenberg im Hochsauerlandkreis und 2 km südlich des Rüthener Ortsteils Heidberg im benachbarten Kreis Soest. Der Großteil des Berges mit seiner Gipfelregion gehört zur Gemarkung Brilon; bis auf 437,4 m Höhe reicht auf dem Nordwesthang die Gemarkung Rüthen und bis auf 447,5 m Höhe auf dem Südwesthang die Gemarkung Scharfenberg. Nordöstlich vorbei fließt etwa in Südost-Nordwest-Richtung die Möhne und südwestlich in gleicher Richtung deren Zufluss Biber. Der südöstliche Nachbar ist der Kleine Fahrenberg.

### Naturräumliche Zuordnung
Der Große Fahrenberg gehört in der naturräumlichen Haupteinheitengruppe Süderbergland (Nr. 33) und in der Haupteinheit Nordsauerländer Oberland (334) zur Untereinheit Obermöhne- und Almewald (334.6). Die Landschaft leitet nach Nordwesten in den Naturraum Heve-Möhne-Wald (334.31) über, der zur Untereinheit Oberer Arnsberger Wald  (334.3) zählt, und nach Südosten in den Naturraum Almer Grund (334.71), der Teil der Untereinheit Briloner Land (334.7) mit der Briloner Hochfläche und den diese einrahmenden Briloner Höhen ist.

## Schutzgebiete
Auf dem Nordosthang des bewaldeten Großen Fahrenbergs liegen Teile des Naturschutzgebiets Wünnenbecke (CDDA-Nr. 389957; 2007 ausgewiesen; 1,3475 km² groß) und auf dem Westhang solche des Naturschutzgebiets Bibertal (CDDA-Nr. 389658; 2007; 17,64 ha). Auf Großteilen des Berges und seiner Gipfelregion befinden sich Teile des Landschaftsschutzgebiets (LSG) Obermöhne-/Almewald und Almer Quellgrund (CDDA-Nr. 555554546; 2008; 30,4046 km²) und auf dem Nordwesthang solche des LSG im Kreis Soest (CDDA-Nr. 555561025; 2009; 278,5373 km²). Bis auf den fußnahen Bereich vom Nordosthang des Berges reichen Teile des Fauna-Flora-Habitat-Gebiets Möhne Oberlauf (FFH-Nr. 4516-302; 82,05 ha). Außerdem steht auf dem Nordnordosthang des Berges die als Naturdenkmal ausgewiesene Fünfmännerbuche.